# Smugglers
Pour les articles homonymes, voir Smuggler.
Pour plus de détails, voir Fiche technique et Distribution.
Smugglers (hangeul : 밀수 ; hanja : 密輸 ; RR : Milsu ; litt. « Contrebande ») est un film sud-coréen réalisé par Ryoo Seung-wan, sorti en 2023.

## Synopsis
Dans les années 1970, un contrebande s'organise contre une usine jetant des déchets toxiques en plein mer d'un petit village paisible au bord de la mer.

## Fiche technique
Sauf indication contraire ou complémentaire, les informations mentionnées dans cette section peuvent être confirmées par la base de données KMDb
- Titre original : 밀수
- Titre anglophone : Smugglers
- Réalisation : Ryoo Seung-wan
- Scénario : Choi Cha-won, Kim Jung-yeon et Ryoo Seung-wan
- Musique : Chang Kiha (en)
- Direction artistique : Lee Hwo-kyoung
- Costumes : Yun Jeong-hui
- Photographie : Choi Young-hwan
- Son : Kim Chang-seop
- Montage : Lee Gang-hui
- Production : Jo Seong-min, Kang Hye-jeong et Ryoo Seung-wan
- Société de production : Filmmaker R&K
- Société de distribution : Next Entertainment World
- Budget : 17,5 milliards de wons[3]
- Pays de production :  Corée du Sud
- Langue originale : coréen
- Format : couleur
- Genre : action, drame, policier
- Durée : 129 minutes
- Date de sortie :
  - Corée du Sud : 26 juillet 2023

## Distribution
- Kim Hye-su : Jo Choon-ja
- Yum Jung-ah : Eom Jin-sook
- Jo In-sung : le sergent-chef Kwon
- Park Jung-min : Jang Do-ri
- Go Min-si : Go Ok-boon
- Kim Jong-soo (en) : Lee Jang-choon

- Shin Min-jae : l'homme au pantalon chaud
- Ahn Se-ho : Kim Soo-bok
- Kim Jae-hwa (en) : la mère du cochon
- Lee Jeong-soo : l'amateur de sucreries
- Park Kyung-hye (en) : Ttok-soon-i
- Joo Bo-bi : Eok-cheok-i
- Choi Jong-won (en) : le capitaine Eom
- Kwak Jin-seok : Hook
- Jung Do-won : le borgne
- Kim Won-hae : l'oncle du courtier
- Kim Ki-cheon : le capitaine Kim
- Lee Sang-hee : le propriétaire du magasin des électricités
- Kim Gyeong-deok : Eom Jin-gu

- Jin Kyung : la directrice Laura (apparition exceptionnelle)
- Yoon Kyung-ho (en) : l'enquêteur en chef (apparition exceptionnelle)

## Production

### Genèse et développement
En 2019, en plein tournage du film Start-up (시동), de Choi Jeong-yeol, à Gunsan (Jeolla du Nord), Jo Seong-min, vice-président de Filmmaker R&K, assiste, dans un musée, à une histoire sur des plongeuses impliquées dans la contrebande dans les années 1970 et, plus tard, « par coïncidence », Ryoo Seung-wan, feuilletant un magazine, tombe sur un article d'histoires courtes sur la contrebande à Busan.
|  |

Fin décembre 2020, les actrices Kim Hye-su et Yum Jung-ah se voient proposées des rôles principaux pour le nouveau film de Ryoo Seung-wan, déjà intitulé 밀수 (litt. « Contrebande »), dont le tournage est prévu dans le premier semestre de l'année suivante,. Il s'agit d'un drame policier sur deux femmes impliquées dans la contrebande, dans une paisible petite ville balnéaire dans les années 1970. Concernant le choix de ces actrices, le réalisateur avoue être « fan d'elles depuis longtemps ».
Au début, bien avant le tournage, étant donné que l'histoire se passe dans l'eau, Kim Hye-su et Yum Jung-ah se sont approchées du réalisateur, avec « des expressions vides », avouant que l'une est aquaphobe et l'autre ne savait pas nager : « elles ont pensé qu'elles pourraient gâcher le film, alors elles ont fini par aller quand même dans l'eau », raconte Ryoo Seung-wan dans un entretien.

### Attribution des rôles
En juin 2021, les acteurs Jo In-sung, Park Jung-min, Go Min-si et Kim Jong-soo ont rejoint l'équipe.

### Tournage
Le tournage débute le 5 juin 2021, pour une durée de cinq mois en Corée du Sud. Le 3 août, l'équipe se déplace à l'Aqua Studio (고양아쿠아스튜디오) dans l'arrondissement de Deogyang à Goyang (Gyeonggi), où se trouve un grand réservoir d'eau. Les prises de vues s'achèvent mi-octobre de la même année.

### Musique
La musique du film est composée par l'auteur-compositeur-interprète Chang Kiha (en) — connu comme chanteur du groupe de rock indépendant Kiha & The Faces (en) en Corée du Sud — qui, pour la première fois en tant que compositeur, n'avait « aucune intention d'en faire », mais, après avoir discuté avec Ryoo Seung-wan et lu son scénario, il a « finalement accepté ».
Quelques tubes sud-coréens des années 1970, que l'on entend dans le film, ont été choisis par Ryoo Seung-wan, lors de l'écriture du scénario.

## Accueil

### Promotion, sortie et festivals
Smugglers est un film très attendu en Corée du Sud, en raison de la présence des actrices Kim Hye-su et Yum Jung-ah.
Fin janvier 2023, la distribution Next Entertainment World révèle l'affiche du film et la bande annonce, ainsi que la date de sa sortie étant le 26 juillet 2023. En avril, en même temps que le public en parle déjà comme d'un film incontournable, Ryoo Seung-wan confirme, en outre, sa sortie en Imax. Début juillet, l'affiche officielle est dévoilée et, quelques jours après, une conférence de presse a lieu au CGV Yongsan I-Park Mall dans l'arrondissement de Yongsan, à Séoul.
Outre-mer de Chine méridionale, début juillet 2023, le film est sélectionné dans la section « Piazza Grande » au festival international du film de Locarno, en Suisse, ainsi que, fin juillet, au festival international du film de Toronto, au Canada, dans la section « Special Presentations ».

### Box-office
Le 30 juillet 2023, quatre jours après sa sortie, malgré la canicule en Corée du Sud, le film connaît un énorme succès, dépassant le million de spectateurs au box-office sud-coréen avec le cumul de 1 251 862. Le 1er août, il dépasse les 2 millions en 7 jours, puis 5 jours plus tard, il atteint le 3 millions en 11 jours. Le 30 août (36e jour), il dépasse les 5 millions.

## Distinctions

### Récompenses
- Blue Dragon Film Awards 2023[21] :
  - Meilleur film
  - Meilleur acteur dans un second rôle pour Jo In-sung
  - Meilleure actrice débutante pour Go Min-si
  - Meilleure musique pour Chang Kiha

- Buil Film Awards 2023[22] :
  - Meilleur acteur dans un second rôle pour Kim Jong-soo
  - Meilleure actrice dans un second rôle pour Go Min-si

- Chunsa Film Art Awards 2023[23] :
  - Meilleure actrice pour Kim Hye-su
  - Meilleur acteur dans un second rôle pour Kim Jong-soo
  - Meilleure actrice débutante pour Go Min-si

- Grand Bell Awards 2023[24] :
  - Meilleur réalisateur pour Ryoo Seung-wan
  - Meilleur photographe pour Choi Young-hwan

- Korean Association of Film Critics Awards 2023[25] :
  - Meilleur acteur dans un second rôle pour Kim Jong-soo
  - Meilleure musique pour Chang Kiha
  - Prix technique décerné les décors pour Lee Hwo-kyoung

### Nominations
- Blue Dragon Film Awards 2023[21] :
  - Meilleur réalisateur pour Ryoo Seung-wan
  - Meilleur scénario pour Ryoo Seung-wan
  - Meilleure actrice pour Kim Hye-su et Yum Jung-ah
  - Meilleur acteur dans un second rôle pour Park Jung-min
  - Meilleur photographe et éclairage pour Choi Young-hwan et Lee Jae-hyeok
  - Meilleur décorateur pour Lee Hoo-kyoung
  - Meilleur monteur pour Lee Gang-hee

- Buil Film Awards 2023[26] :
  - Meilleur film
  - Meilleur réalisateur pour Ryoo Seung-wan
  - Meilleure actrice pour Yum Jung-ah
  - Meilleure actrice débutante pour Go Min-si
  - Meilleure musique pour Chang Kiha
  - Meilleur photographe pour Choi Young-hwan
  - Meilleur décorateur pour Lee Hoo-kyoung

- Grand Bell Awards 2023[24] :
  - Meilleur film
  - Meilleure actrice pour Yum Jung-ah
  - Meilleure actrice dans un second rôle pour Go Min-si
  - Meilleur acteur dans un second rôle pour Park Jung-min
  - Meilleur acteur dans un second rôle pour Kim Jong-soo
  - Meilleure musique pour Chang Kiha
  - Meilleur monteur pour Lee Gang-hee
  - Meilleur décorateur pour Lee Hoo-kyoung
  - Meilleur costumier pour Yoon Jung-hee et Kwon Soo-kyung

## Plongée sous-marine en Corée du Sud
En Corée du Sud, la plongée sous-marine est souvent pratiquée sur l'île de Jeju, en raison des températures de l'eau de la mer de Chine méridionale variant entre 21 °C et 29 °C en été et 13 °C et 16 °C en janvier.